# Walter Sydney Adams
Walter Sydney Adams (Sirija, 20. prosinca 1876. – Pasadena, Kalifornija, 11. svibnja 1956.), američki astronom.
Godine 1901. djelovao je na Yerkseovu opservatoriju u Wisconsinu, a 1904. prešao je na opservatorij Mount Wilson, nedaleko od Pasadene, gdje je bio i direktor. Izvršio je mnogobrojna ispitivanja na području Sunčeve i zvjezdane spektroskpije, a pronašao je metodu određivanja udaljenosti zvijezda prema izgledu spektralnih linija. 